# Austrolebias pongondo
Austrolebias pongondo es una especie de pez ciprinodontiforme integrante del género de rivulinos sudamericanos Austrolebias. Habita en pequeños cuerpos acuáticos temporarios en ambientes templados del centro-este de América del Sur.

## Taxonomía
Austrolebias pongondo fue descrita originalmente en el año 2017 por los ictiólogos brasileños Wilson José Eduardo Moreira da Costa y Morevy Moreira Cheffe. En la publicación en la cual fue dado a conocer este taxón, también fue autor Pedro F. Amorim.
Localidad tipo
La localidad tipo referida es: “pantano en las coordenadas: 31°55′54″S 52°14′42″O / -31.93167, -52.24500, en el camino a la isla de Torotama, Arraial, distrito de Povo Novo, estado de Río Grande del Sur, Brasil”.
Holotipo
El ejemplar holotipo designado es el catalogado como: UFRJ 9583; se trata de un espécimen macho adulto el cual midió 37.0 mm de longitud estándar. Fue capturado por Morevy M. Cheffe y otros el 21 de agosto de 2001. Se encuentra depositado en la colección de ictiología del Instituto de Biología de la Universidad Federal de Río de Janeiro (UFRJ), ubicada en la ciudad brasileña homónima.
Etimología
Etimológicamente el nombre genérico Austrolebias se construye con las palabras Austro: 'austral' y Lebias: un taxón de pequeños peces. El epíteto específico pongondo es un topónimo que refiere a la localidad donde este pez es endémico, el distrito de Povo Novo, haciéndolo con el adjetivo gentilicio correspondiente: “pongondó”.

## Caracterización y relaciones filogenéticas
Austrolebias pongondo pertenece al “grupo de especies Austrolebias adloffi”. El macho se distingue de los machos de los restantes miembros de ese grupo (menos del de A. pelotapes) por exhibir una combinación de caracteres única: la presencia de una fila transversal de pequeñas manchas en la porción media de la aleta dorsal, una sola fila de manchas celestes en la porción basal de las aletas impares, una distintiva zona gris oscura en la porción posterior de las aletas dorsal y anal y, finalmente, por tener el pedúnculo caudal una coloración predominantemente gris-pardusca oscura o gris oscura a negra, sobre la cual se ubican estrechas zonas verticales de color azul claro.
El macho de Austrolebias pongondo se distingue del de A. pelotapes por no presentar la base de la papila urogenital unida por una membrana delgada al margen anterior de la aleta anal. La distancia genética entre ambas especies es de entre un 2,7 y un 3,6 %.

## Distribución
Austrolebias pongondo es endémica del municipio de Río Grande, estado de Río Grande del Sur, en el sur de Brasil. Habita en pantanos temporarios de baja profundidad en las llanuras de inundación situadas al sur del canal São Gonçalo, en una zona ubicada al sur de la distribución de A. pelotapes, al oeste y sudoeste de la de A. nigrofasciatus y al noroeste de la de A. minuano. El canal São Gonçalo es una vía fluvial natural que comunica la laguna Merín con la laguna de los Patos, cuya cuenca desemboca en el océano Atlántico; dicho canal representa una barrera al flujo de genes.
Ecorregionalmente esta especie es exclusiva de la ecorregión de agua dulce laguna dos Patos.

## Conservación
Luego de realizar estudios de campo intensivos sobre este pez y su hábitat, los autores recomendaron que, según los lineamientos para discernir el estatus de conservación de los taxones —según la organización internacional dedicada a la conservación de los recursos naturales Unión Internacional para la Conservación de la Naturaleza (IUCN)—, en la obra Lista Roja de Especies Amenazadas Austrolebias pongondo sea clasificada como una especie en peligro crítico (CR).
Los argumentos se relacionan a la pequeña área de distribución que presenta y a que sus hábitats se redujeron significativamente como resultado de la construcción, ocurrida entre 2011 y 2012, de la doble vía de la carretera BR392, lo que llevó a que numerosas poblaciones, de las cuales se colectaron ejemplares que se utilizaron como paratipos en su descripción, al momento en que el taxón fue dado a conocer ya se habían extinguido.